# Securidaca brownii
Securidaca brownii är en jungfrulinsväxtart som beskrevs av August Heinrich Rudolf Grisebach. Securidaca brownii ingår i släktet Securidaca och familjen jungfrulinsväxter. Inga underarter finns listade i Catalogue of Life.